# Penicillidia spinifera
Penicillidia spinifera är en tvåvingeart som beskrevs av Theodor 1967. Penicillidia spinifera ingår i släktet Penicillidia och familjen lusflugor. Inga underarter finns listade i Catalogue of Life.